# 朝宮公園
朝宮公園（あさみやこうえん）は、愛知県春日井市朝宮町に位置する春日井市営の都市公園（運動公園）である。

## 概要
公園内には、各種運動施設や遊歩道などがある。公園の西側を新木津用水、東側を八田川が流れる。正門近くにある和風園地では春には花見が楽しめる。付近には朝宮神社や朝宮御殿の石碑がある。2017年4月1日に愛知県営から春日井市営に移管された。2021年7月18日にはスポーレ春日井が開設された。

## 施設
- 陸上競技場(スポーレ春日井)
- テニスコート
- 野球場
- 児童園
- 自由広場
- 和風園地

## 交通手段
- JR中央本線の勝川駅より名鉄バス（小牧駅または春日井市民病院行き）の高山口停留所下車、徒歩約3分。